# Maserati Grecale

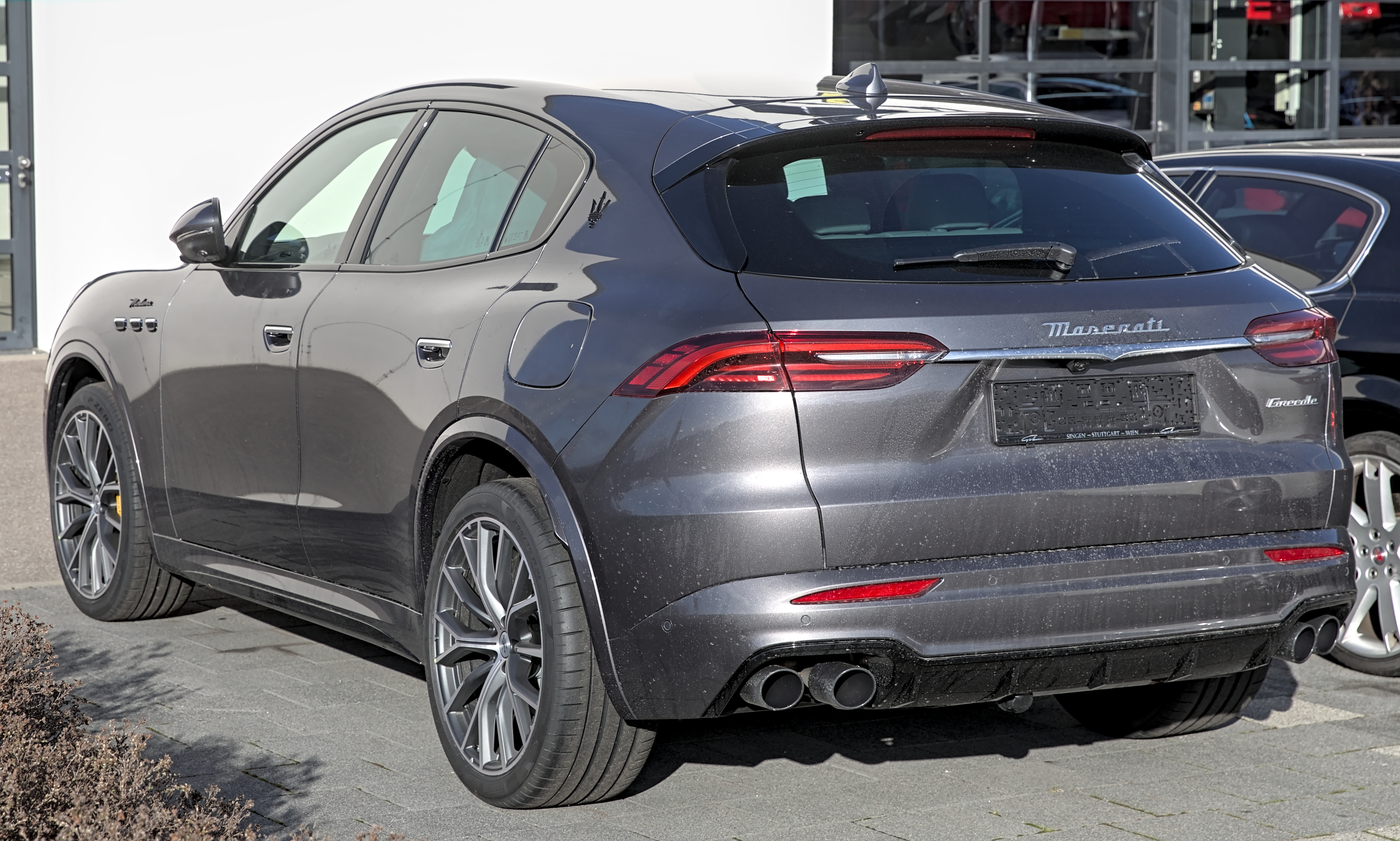
Вид сзади

Maserati Grecale (Tipo M182) — компактный люксовый кроссовер, разработанный и выпускающийся итальянским автопроизводителем Maserati, подразделением компании Stellantis.

## Описание
В конце 2020 года, во время презентации автомобиля Maserati MC20, было объявлено о начале выпуска кроссовера ниже Levante — Grecale. Автомобиль выпускается на платформе Giorgio, на которой также выпускаются Alfa Romeo Stelvio и Jeep Grand Cherokee пятого поколения.
Название Grecale автомобиль получил в честь средиземноморского ветра Грегаль. Существуют как автомобили с ДВС, так и гибридные автомобили, включая электромобили.
В начале 2023 года продажи Maserati Grecale начались в Северной Америке.

## Технические характеристики
В стандартной комплектации Maserati Grecale оснащается четырёхцилиндровыми двигателями мощностью 300—330 л. с. с электродвигателями, а в комплектации Trofeo — 530 л. с.
Также существует полностью электрическая версия Folgore с аккумулятором ёмкостью 105 кВт⋅ч и двумя электродвигателями мощностью 558 л. с.
| Комплектация         | Двигатель            | Мощность                   | Крутящий момент       | Объём            | Максимальная скорость | Трансмиссия      | Разгон до 100 км/ч | Привод           | Годы производства      |
| Автомобили с ДВС     | Автомобили с ДВС     | Автомобили с ДВС           | Автомобили с ДВС      | Автомобили с ДВС | Автомобили с ДВС      | Автомобили с ДВС | Автомобили с ДВС   | Автомобили с ДВС | Автомобили с ДВС       |
| -------------------- | -------------------- | -------------------------- | --------------------- | ---------------- | --------------------- | ---------------- | ------------------ | ---------------- | ---------------------- |
| Trofeo               | Nettuno V6           | 530 л. с. при 6200 об/мин  | 620 Н⋅м при 3000—5500 | 3000 см3         | 285 км/ч              | 8-скор. АКПП     | 3.8 сек.           | Полный           | 2022 — настоящее время |
| Гибридные автомобили |                      |                            |                       |                  |                       |                  |                    |                  |                        |
| GT                   | TBI-M T4 Multiair I4 | 300 л. с. при 5750 об/мин  | 450 Н⋅м при 2000—4000 | 1995 см3         | 240 км/ч              | 8-скор. АКПП     | 5.6 сек.           | Полный           | 2022 — настоящее время |
| Modena               | TBI-M T4 Multiair I4 | 330 л. с.а при 5750 об/мин | 450 Н⋅м при 2000—4000 | 1995 см3         | 240 км/ч              | 8-скор. АКПП     | 5.3 сек.           | Полный           | 2022 — настоящее время |

| Комплектация | Аккумулятор  | Ёмкость аккумулятора | Запас хода (WLTP) | Мощность  | Крутящий момент | Разгон   | Максимальная скорость | Привод | Годы производства      |
| ------------ | ------------ | -------------------- | ----------------- | --------- | --------------- | -------- | --------------------- | ------ | ---------------------- |
| Folgore      | Литий-ионный | 105 кВт⋅ч            | 500 км (310 mi)   | 558 л. с. | 410 Н⋅м         | 4,1 сек. | 220 км/ч              | Полный | 2023 — настоящее время |